# Drácula (película de 1994)
Drácula (Dracula) es una película porno  de época italiana de 1994 producida y dirigida por Mario Salieri.
Supone una adaptación libre de la novela de homónima Bram Stoker.

## Sinopsis
La película inicia con una ambientación en la Rumanía del siglo XV, concretamente en el año 1495 mientras acontecían las guerras de expansión de los Otomanos en la Europa Oriental.
Tras la muerte del noble, el nuevo señor que ostenta el castillo (Roberto Malone) decide poseer a la mujer (Selen de Vlad Dracul sobre la tumba de este para reafirmar su legitimidad.
Cuatro siglos después, en el año 1887 en Bedford (Londres) comienza la nueva trama de la película donde unas herederas británicas se desplazan en carruaje para heredar unas propiedades en Rumanía.

## Reparto
En este listado aparecen tanto los actores y actrices pornográficos como los figurantes.
- Selen:  Sandy / Elizabeth
- Joy Karin’s
- Simona Valli
- Deborah Wells
- Maeva: Hermana mediana
- Dragixa: Mary, hermana pequeña
- Tania Lariviere
- Dalila: Empleada de la posada
- Manuela Simone
- Nicoletta Astori
- Jolth Walton
- Joe Calzone: Sam, el primo
- Ron Jeremy: Cochero
- Eric Vincent
- Franck David: Vlad Dracul
- David Perry : Propietario de la posada
- Robert Malone: Zoltan
- Don Fernando
- John Sanders
- Michael Hart
- Ennio Luise
- Luigi Inglese
- Anthony Cuomo

## Escenas
La película presenta un total de diez escenas sexuales cuyos participantes que se detallan a continuación:
- Escena 1. Deborah Wells, Selen, Tania Larivière, Roberto Malone
- Escena 2. Deborah Wells, Tania Larivière, Roberto Malone
- Escena 3. Draghixa, Jean-Yves Le Castel, Ron Jeremy
- Escena 4. Selen, Ron Jeremy
- Escena 5. Dalila, Jean-Yves Le Castel, Richard Langin
- Escena 6. Maeva, Ron Jeremy
- Escena 7. Simona Valli, Jean-Yves Le Castel, Ron Jeremy
- Escena 8. Draghixa, Joy Karin, don Fernando, Eric Weiss
- Escena 9. Valentina Velasquez, John Walton
- Escena 10. Joy Karin, John Walton

- Datos: Q5814430